# ذرة الهيدروجين
ذرة الهيدروجين هي أبسط الذرات لأول عنصر في الجدول الدوري للعناصر الكيميائية.فهي تتكون من بروتون يشكل النواة وإلكترون واحد. نقتصر هنا على النظير الأكثر وفرة بطبيعة الحال. يكون الهيدروجين الذري  نحو 90% من كتلة العناصر في الكون. (لا تتكون معظم كتلة المادة في الكون من العناصر الكيميائية أو الكتلة الباريونية، وإنما من المادة المظلمة بالإضافة إلى طاقة مظلمة).
سوف تكون ذرة الهيدروجين هي الوحيدة في الاعتبار هنا إلا في حالة الاستثناء. فنواة النظير الديوتيريوم تتكون من بروتون ونيوترون، والنظير التريتيوم (وهو مشع) تتكون من بروتون ونيوترونين. تأثير هذه النويات الإضافية منخفض نسبيا لأن البروتون هو الذي يشكل الجهد المركزي الذي يقع تأثيره الإلكترون في الذرة. البروتون أكبر كتلة 1838 مرة من الإلكترون، وله شحنة أساسية موجبة. أما الإلكترون فهو أخف كثيرا من البروتون وله شحنة أساسية سالبة. شحنة البروتون وشحنة الإلكترون متساويتان في القيمة (شحنة أساسية) ولكنهما معكوستان، البروتون ذو شحنة أساسية موجبة والإلكترون ذو شحنة أساسية سالبة.
لم يكن من السهل على العلماء في البداية تفسير ما يقومون بقياسه من طيف انبعاث للمادة. حيث تظهر خطوط الطيف منفصلة عن بعضها البعض، وطبقا للميكانيكا الكلاسيكية فكانت تتنبأ بطيف مستمر متواصل. علاوة على ذلك، فلا تعطي الميكانيكا الكلاسيكية تفسيرا لعدم «وقوع» الإلكترون السالب الشحنة على النواة الذرية الموجبة الشحنة. فالواقع في الطبيعة أن الإلكترون في ذرة الهيدروجين (وكذلك في الذرات الأخرى) يدور في مدارات حول لنواة ولا يقع عليها. فكان لزاما أن يبحث العلماء عن أسباب ذلك، وأن يقوموا بتفسير سلوك الإلكترون في غلاف الذرات.
توصل ماكس بلانك إلى نظرية الكم عام 1900، وتبين منها أن طاقة الإلكترون في الذرة تتخذ قيما محددة، تلك المقادير من الطاقة لا تزداد مستمرا ومتواصلا ولكنها تزيد في هيئة «وحدات» صغيرة من الطاقة. وبين بلانك بدراسته لإشعاع الجسم الأسود أن الإلكترون يمكن أن تزداد طاقته بامتصاص فوتون (شعاع ضوء) (أو تنخفض طاقته بإصدار شعاع ضوء) فلى النحو التالي:
{\displaystyle E=h\nu \ } أو {\displaystyle 2h\nu \ } أو {\displaystyle 3h\nu \ } ، وهكذا.
وظهر ثابت بلانك h كثابت طبيعي هام على المستوى الصغري، وبأنه العامل الرئيسي في كيفية سلوك المادة في المستوى الصغري، مستوى الذرات وما دونها. {\displaystyle \nu \ } هو تردد شعاع الضوء.

نموذج بور للذرة

قدم الفيزيائي الدنماركي نيلز بور سنة 1913 أول نموذج كمومي للذرة، (انظر نموذج بور). مبني على نظرية الكم، وطبقا لنموذجه أن الإلكترون في ذرة الهيدروجين يمكنه التواجد في مستويات مختلفة من الطاقة من دون أن «يقع» على النواة. بالإضافة إلى ذلك: يمكن للإلكترون الانتقال من مستوى طاقة (في الذرة) سفلي إلى مستوى طاقة أعلى عن طريق امتصاص «كما» معينا من الطاقة محكوما بوحدة الشغل h (ثابت بلانك)، وعندما يقفز من مستوى طاقة عالي إلى مستوى منخفض فهو يصدر «كما» مساويا لفرق الطاقتين في هيئة فوتون أي شعاع ضوء، تبلغ طاقته {\displaystyle h\nu \ } ، حيث {\displaystyle \nu \ } هو تردد شعاع الضوء.

انتقالات الإلكترون بين مستويات الطاقة المختلفة وأطوال موجة الضوء الناتجة عنها
. مجموعة خطوط لايمان : انتقالات إلى n=1.
. مجموعة خطوط بالمر: انتقالات إلى مدار n=2.
. مجموعة خطوط باشين : انتقالات إلى المدار n=3 ...الخ

بناء على ذلك طور الفزيائيون طرق حساباتهم وتوصلوا إلى ميكانيكا الكم التي تسمح للإلكترون بالبقاء في مدار حول النواة من دون إن يسقط عليها. ليس هذا فقط بل أستطاع كل من هايزنبرج الألماني عام 1923 من ابتكار ميكانيكا الكم وقام بها بتفسير سلوك الإلكترون في ذرة الهيدوجين، وتفسير خطوط طيف الهيدروجين وحسابها تماما. في عام 1924 استطاع أيضا الفيزيائي النمساوي شرودنجر ابتكار الميكانيكا الموجية وهي تنتسب إلى ميكانيكا الكم، ولكنها أسهل في طريقة حلها المسائل الفيزيائية، وعم تطبيقها بين الفيزيائيين. واستطاع الفزيائيون استخدامها لتفسير خصائح متعددة في المستوى الذري.
أصبحت ميكانيكا الكم هي الوسيلة لتفسير ووصف الظواهر الطبيعية في الحيز الصغري، هكذا تتصرف طبيعة المادة. وقام بتطويرها العلماء للطبيق على أنظمة أخرى غير ذرة الهيدروجين ونجحت تماما في تفسيرها نجاحا كبيرا. وتطورت إلى ميكانيكا الكم النسبية لديراك التي تدخل النظرية النسبية الخاصة لأينشتاين في صياغتها، وأخيرا نظرية الحقل الكمومي.
في سياق ميكانيكا الكم، ذرة الهيدروجين هي مسألة جسمين يتآثران ببعضهما البعض وقابلة للحل، على الأقل إذا اقتصرنا على حالة غير نسبية لهاميلتوني حيث يُأخد في الحسبان فقط التآثر الكولومبي (الكهربي) بين الإلكترون والبروتون، مع اعتبارهم جسمين نقطيين. وبالتالي فمن الممكن استنتاج مستويات الطاقة لهذا النظام، ومقارنة نتائج الحسابات ب خطوط الطيف الذي يصدر من النظام. الدراسة النظرية لذرة الهيدروجين لديها أهمية كبيرة في الفيزياء الذرية والفيزياء الجزيئية، في واقع الأمر، ليس فقط من أجل فهم أطياف الانبعاث للأيونات، المسماة الهيدروجينيات، أي إهمال الإلكترونات في الأغلفة التحتية في الذرة ودراسة تآثر إلكترون منفرد مع هذا الكيان.

## المعطيات التجريبية وموضع المسألة في ميكانيكا الكم

### الجوانب التجريبية والتاريخية
خلال القرن التاسع عشر، تحسُن التقنيات البصرية أدى إلى تطوير التحليل الطيفي، في 1859 اكتشف كيرشوف وروبرت بنسن أن الخطوط الطيفية لعناصر كيميائية كثيرة، وتبين أن لكل عنصر طيف انبعاث خاص به ويدل عليه. هذه النتائج سمحت باكتشاف عناصر جديدة جديدة، بما في ذلك السيزيوم (في 1860)، الروبيديوم (في 1861)  والهليوم خاصة في عام 1868 من قبل لوكير ويانسن. بالمر في عام 1885 اكتشف الأطوال الموجية لأربع خطوط انبعاث في نطاق الضوء المرئي للهيدروجين، (حُددت قبل فترة وجيزة من طرف آنغستروم). تبلغ أطوال موجاتها على التوالي 656,3 نانومتر، 486,1 نانومتر، 434,0 نانومتر و 410,2 نانومتر. وصاغ بالمر لها الصيغة التجريبية التالية:
{\displaystyle {\bar {\nu }}_{n}={\frac {1}{\lambda _{n}}}=R_{H}\left({\frac {1}{4}}-{\frac {1}{n^{2}}}\right)} ....المعادلة (1)
, مع n>2،
و {\displaystyle R_{H}=1,09677.10^{7}\quad {\text{m}}^{-1}} (قيمة حديثة)، تُسمى ثابت ريدبرغ لذرة الهيدروجين. هذه الصيغة، والتي تدعى صيغة بالمر، سرعان ما تم تعميمها بواسطة ريتز وريدبرغ مما أدى إلى اكتشاف «مجموعة خطوط» جديدة في مناطق أخرى من الطيف، على النحو التالي:
{\displaystyle {\bar {\nu }}_{n}={\frac {1}{\lambda _{n}}}=R_{H}\left({\frac {1}{p^{2}}}-{\frac {1}{n^{2}}}\right)} .....حيثn> p .. المعادلة (2)
في هذه الصيغة، والتي تدعى صيغة رايدبيرغ-ريتز، p هو مؤشر مجموعة الخطوط، وn هو مؤشر الخط. صيغة بالمر (1) تقابل السلسلة p = 2 (لذلك هذه المجموعة تدعى مجموعة خطوط بالمر). اكتشفت تدريجيا عدة مجموعات خطوط في الطيف لذرة الهيدروجين:
- p=1، مجموعة خطوط لايمان، في الطيف فوق البنفسجي.
- p=2، مجموعة خطوط بالمر وهي تظهر كأشعة ضوء مرئي ذات ألوان مختلفة، مرئية.
- p=3، مجموعة خطوط باشين، في الطيف تحت الأحمر القريب، وبالتالي لا تري بالعين المجردة.
- p=4، مجموعة خطوط براكيت، أشعة تحت الحمراء، في النطاق المتوسط،
- p=5، مجموعة خطوط بفوند، في الطيف تحت الأحمر البعيد.

وبعد ذلك، أمكن تعميم صيغة رايدبيرغ-ريتز على عناصر أخرى غير الهيدروجين، يوجد فيها إلكترون فريد في الغلاف الخارجي، مثل أيونات الهيدروجينيات وبعض الألكانات، بغية تعديل ثابت ريدبرغ، مع استخدام أعداد غير صحيحة طبيعية (عشرية) لخطوط المؤشر («تصحيح ريدبيرغ»).
في الوقت نفسه، وجود طيف الخطوط (متقطع) بدلا من خطوط أطياف متواصلة لا يمكن شرحه من قبل النظرية الكلاسيكية، مما أدى إلى ظهور مشكلة في وقت مبكر في تطوير نظريات تركيبة الذرّة. في الواقع، تظهر تجربة رذرفورد 1911 أن الذرة تتكون من نواة موجبة الشحنة، حيث تتركز أغلبية كتلة الذرة داخل قطر أصغر حوالي 100,000 مرة من قطر الذرة نفسها، وإلكترونات سالبة الشحنة «في مدار» حول النواة تحت تأثير القوة الكهربية. إذا كان من الممكن وبسهولة فهم أصل انبعاث أو امتصاص الإشعاع الكهرومغناطيسي من طرف الإلكترونات في إطار النظرية الكلاسيكية للكهرومغناطيسية، يظهر لنا تحدي كبير، لأنه في الواقع، النظرية الكلاسيكية تتوقع أن الأطياف يجب أن تكون متواصلة وليست خطوطا منفصلة. إذن هي عاجزة عن شرح سبب انفصال خطوط الطيف في الصيغتين (1) و (2).
وعلاوة على ذلك، حتى تفسير وجود ذرة الهيدرجين لا يمكن أن تفسره النظرية الكلاسيكية: الإلكترون في تسارع في حقل النواة، حسب معادلات ماكسويل، الإلكترون يجب أن يفقد طاقة ويُشع شيئا فشيئا ويفقد طاقتة حتى ينتهي به المطاف ب «السقوط» على النواة.
سنة 1913، اقترح نيلز بور نموذج تجريبي لحساب الاستقرار لذرة الهيدروجين ووجود خطوط الطيف، في هذا النموذج (انظر نموذج بور. في هذا النموذج يوجد الإلكترون في تجاذب مع النواة - المفترضة ثقيلة جدا - بواسطة القوة الكهربية - فشحنتيهما متضادة - ويتحرك في مدارات دائرية شعاعها r مماثلة لتلك التي لذى الكواكب في دورانها حول الشمس، (انظر مسألة جسمين). نيلز بور كان يستمد (يستوحي) من النظرية الناشئة نظرية الكم، التي تقول أن أشعة الضوء تصدر بكميات طاقة محددة، تلك المقادير من الطاقة لا تزداد مستمرا ومتواصلا ولكنها تزيد في هيئة «وحدات» صغيرة من الطاقة. وبين ماكس بلانك مؤسس نظرية الكم بدراسته لإشعاع الجسم الأسود أن الإلكترون يمكن أن تزداد طاقته بامتصاص فوتون (شعاع ضوء) (أو تنخفض طاقته بإصدار شعاع ضوء) على النحو التالي:
{\displaystyle h\nu \ } أو {\displaystyle 2h\nu \ } أو {\displaystyle 3h\nu \ } .... وهكذا.
وكان افتراض بور بأن الإلكترون يمكن أن يتواجد حول النواة بدون أن يفقد طاقته. وأنه عندما ينتقل من مدار علوي إلى مدار سفلي فهو في تلك الحاة يفقد طاقة في هيئة شعاع ضوء يصدر منه.
قام بور بحساب نصف قطر أصغر مدار للإكترون حول البروتون، وحصل على قيمته:
{\displaystyle a_{0}={\frac {4\pi \epsilon _{0}\hbar ^{2}}{m_{e}e^{2}}}}
ويسمى نصف قطر بور لذرة الهيدروجين، قيمته 53 بيكرومتر.
وقام بحساب طاقة الإلكترون في ذلك المدار السفلي:
{\displaystyle E_{1}={\frac {m_{e}e^{4}}{32\pi ^{2}\epsilon _{0}^{2}\hbar ^{2}}}}
حيث:{\displaystyle \epsilon _{0}} سماحية الفراغ الكهربائية،
{\displaystyle \hbar } ثابت بلانك المخفض.
وأن الطاقات العلوية التي أن يتخذها الإلكترون في ذرة الهيدوجين محكومة بالمعادلة:
{\displaystyle E_{n}=-{\frac {E1}{n^{2}}}}
هذا الشرط يعني «تكميم طاقة» الإلكترون، حيث n عدد صحيح.
e هي الشحنة الأولية.
في هذا السياق، أوضح بور أوضح أن انبعاث أو امتصاص الضوء من الذرة هو بمثابة انتقال الإلكترون من مدار طاقة علوي Ep إلى مدار طاقة أقل En حيث p>n . وأن طول موجة الضوء المنبعث يُعطى بواسطة صيغة أينشتاين وهي مرتبطة بفارق الطاقة بين المدارين طبقا للمعادلة:
{\displaystyle {\frac {hc}{\lambda }}=E_{1}\left({\frac {1}{p^{2}}}-{\frac {1}{n^{2}}}\right)}
وبالتالي بالنسبة للرقم الموجي {\displaystyle {\frac {1}{\lambda }}} :
{\displaystyle {\frac {1}{\lambda }}={\frac {E_{1}}{hc}}\left({\frac {1}{p^{2}}}-{\frac {1}{n^{2}}}\right)}
حيث:
h ثابت بلانك
c سرعة الضوء في الفراغ
{\displaystyle \lambda } طول موجة شعاع الضوء.
وبالتالي نجد صيغة ريدبيرغ ريتز: بتحديد RH و {\displaystyle {\frac {E_{1}}{hc}}}، الشيء الذي تم التحقق منه بواسطة الحساب الذي يعطي E1=13,6 إلكترون فولت، من الصيغة السابقة و {\displaystyle E_{1}=hcR_{H}}.
إذا كانت نظرية بور قد ساعدت على تفسير صيغة ريدبرغ ريتز، ووجود خطوط الطيف للذرات، فإنه فعل ذلك على حساب فرضية خاصة صعبة التوافق مع النظرية الكلاسيكية. إذا كانت تجربة فرانك-هرتز أعطت تحقيق تجريبي لنموذج بور، وعلى الرغم من تحسينها من قبل أرنولد سومرفيلد لتأخد في الاعتبار المدارات الاهليجية لتفسير جزئي لوجود هيكل دقيق لطيف ذرة الهيدروجين الذي أثبتته التجربة، الصعوبات المفاهيمية لم تحل إلا مع تطور ميكانيكا الكم في السنوات القادمة.
ذرة الهيدروجين هي الآن الذرة التي يمكن أن تصف نظرية الكم طيفها على أعلى مستوى من الدقة، في توافق تام مع التجربة. دراستها أمر ضروري لمعالجة نظرية الذرات المتعددة الإلكترونات والجزيئات. وسمحت بإدخال العديد من المفاهيم الأساسية في الفيزياء الذرية والكيمياء، خصوصا مفهوم المدار الذري.

### وصف عام لذرة الهيدروجين

انفطار مستويات طاقة الإلكترون في ذرة الهيدروجين.

تتكون ذرة الهيدروجين من نواة تضم بروتون واحد كتلته: mp = 1,672 65.10-27 كغ ذو شحنة qp=+e ومن إلكترون كتلته: me = 9,109 53.10-31 كغ ذو شحنة qe = - e ، مع "e" هي الشحنة الابتدائية e = 1,602 189.10-19 C .البروتون والإلكترون هم فرميونات، اللف المغزلي لكل منهما هو s=1/2. وهما يعتبران جسم نقطي.

### وضع المسألة
بالنسبة لإحداثيات قطبية مركزها في O نفترض مواقع كل من الإلكترون والنواة تعطى جميعا بواسطة المؤثرات المتجهية {\displaystyle {\widehat {\vec {r}}}_{1}} و {\displaystyle {\widehat {\vec {r}}}_{2}}، كل من هذه المؤثرات له مكونات مؤثرات «الموضع» المقابلة لكل من الإحداثيات الكرتيزية: {\displaystyle {\widehat {\textbf {\textit {x}}}}_{1}{\text{ ,  }}{\widehat {\textbf {\textit {y}}}}_{2}{\text{ , etc.}}}.
و يمكن إرجاع هذه المؤثرات إلى جداء الدالة الموجية {\displaystyle \Psi ({\vec {r}},t)} والإحداثيات المقابلة، نستخدم الكتابة المتجهية العادية {\displaystyle {\vec {r}}_{1}} و {\displaystyle {\vec {r}}_{2}} للإشارة إلى مواضع النواة والإلكترون على التوالي.
القوة المهيمنة بين النواة والإلكترون أصلها كهربي، ذات جهد كولومي:
{\displaystyle V(r)={\frac {q_{p}q_{e}}{4\pi \epsilon _{0}\;r}}=-{\frac {e^{2}}{4\pi \epsilon _{0}\;r}}}
حيث: {\displaystyle r\equiv \left|{\vec {r}}_{1}-{\vec {r}}_{2}\right|} بُعد الإلكترون عن النواة باعتبار أحداثيات موقع الإلكترون {\displaystyle {\vec {r}}_{2}} واحداثيات موقع النواة {\displaystyle {\vec {r}}_{1}}.
إنها حركة داخل حقل مركزي تناظري أو حركة إلكترون حول النواة، من الممكن استخدام المعادلات العامة لهذا النوع من الحركة حيث يتحرك الجسمان حول مركز ثقلهما، فنضع:
{\displaystyle \mu ={\frac {m_{e}m_{p}}{m_{e}+m_{p}}}\approx m_{e}}
حيث الموضع يُعطى ب {\displaystyle {\vec {r}}={\vec {r}}_{1}-{\vec {r}}_{2}}،
ويتحرك الإلكترون داخل الجهد الكولومبي {\displaystyle V(r)=-{\frac {e^{2}}{4\pi \epsilon _{0}r}}}،
فتكون الطاقة الكلية للنظام هي الهاميلتون الذي يُختصر إلى:
{\displaystyle {\widehat {\textbf {\textit {H}}}}_{0}={\frac {{\widehat {\textbf {\textit {p}}}}^{2}}{2\mu }}-{\frac {e^{2}}{4\pi \epsilon _{0}r}}} (3) ، 
بما أن mp>> me، مركز الثقل يتطابق تماما مع مركز النواة، ونقوم بالتقريب حيث كتلة النواة « لامتناهية الكتلة» ونعوض عن μ ب mp في الصيغ.

## تحديد الحالات الخاصة الإلكترونية
يمكن كتابة الدالة الموجية للحالات الخاصة الالكترونية على الشكل العام (في تمثيل الموضع): {\displaystyle \psi ({\vec {r}},\sigma )=\psi ({\vec {r}})\chi (\sigma )}، حيث {\displaystyle \psi ({\vec {r}})} الدالة الموجية «المكانية» و {\displaystyle \chi (\sigma )} الدالة الموجية للف المغزلي (σ هي «متغير اللف» تشير إلى قيمة اللف على محور معين). الهاميلتوني (3) لا يؤثر على متغير لف الإلكترون، إذن الحالات الخاصة الإلكترونية يتم تحديدها فقط بمعطيات {\displaystyle \psi ({\vec {r}})}، الأخد في عين الاعتبار اللف "s" للإلكترون يأتي فقط من «الإنشاء المزدوج»(1) (dégénérescence double) لكل حالة خاصة إلكترونية لأن s=1/2 ، إذن ممكن تواجد قيمتين لإسقاط لف الإلكترون {\displaystyle m_{s}=\pm {\tfrac {1}{2}}}.

### معادلة شرودنغر - الشق الخطي - الشق الزاوي
الهاميلتوني (3) لا يعتمد على الزمن، الدراسة الكمومية لذرة الهيدروجين تؤدي إلى حل معادلة شرودنجر الثابتة التالية للدالة الموجية {\displaystyle \psi ({\vec {r}})} في ثمثيل الموضع:
{\displaystyle {\widehat {\textbf {\textit {H}}}}_{0}\psi =E\psi } ليكن {\displaystyle \left[{\frac {\hbar ^{2}\Delta }{2\mu }}+\left(E+{\frac {e^{2}}{4\pi \epsilon _{0}\;r}}\right)\right]\psi ({\vec {r}})=0} (4)
في نظرية حركة داخل حقل مركزي متناظر، نستخدم الإحداثيات القطبية (r,θ,φ) كما يتطلبه ثماثل الهاميلتوني (3)، الدالة الموجية المقابلة للحالات الخاصة ل {\displaystyle {\widehat {\textbf {\textit {H}}}}_{0}} والمؤثرات المرتبطة ب زخم الحركة الزاوي {\displaystyle {\widehat {\textbf {\textit {L}}}}^{2}} et {\displaystyle {\widehat {\textbf {\textit {L}}}}_{z}}، المعادلة تتفكك إلى شق «خطي» وشق «زاوي»، الشق الزاوي يقابل التوافق الكروي ("k" هو «العدد الكمومي» المرتبط بالطاقة، عدد حقيقي ومتواصل)
{\displaystyle \psi ({\vec {r}})=R_{k,\ell }(r)Y_{\ell ,m}(\theta ,\phi )={\frac {u_{k,\ell }(r)}{r}}Y_{\ell ,m}(\theta ,\phi )}، (5)
الدالة {\displaystyle u_{k,\ell }(r)} هي حل لمعادلة شرودنغر الخطية (الشق الخطي لمعادلة شرودنغر) الذي يمكن الحصول عليه من المعادلة ثلاثية الأبعاد (4) عن طريق استبدال في الصيغة (5) للدالة الموجية:
{\displaystyle \left[{\frac {\hbar ^{2}}{2\mu }}{\frac {d^{2}}{dr^{2}}}+\left(E_{k,\ell }+{\frac {e^{2}}{4\pi \epsilon _{0}\;r}}-{\frac {\hbar ^{2}\ell (\ell +1)}{2\mu r^{2}}}\right)\right]u_{k,\ell }(r)=0}، (6) 
من وجهة نظر فيزيائية، الحلول المقبولة للمعادلة (6) هي تلك التي لها سلوك عادي في المجال {\displaystyle [0,+\infty [} وموحدة حسب الشرط التالي:
{\displaystyle \int _{0}^{+\infty }\left|u_{k,\ell }(r)\right|^{2}\mathrm {d} r=1}، (7)
ملاحظة: بالنسبة للحالات المتواصلة، شرط التوحيد في المعادلة (7)، يجب أن تأخد في «معنى التوزيعات»: {\displaystyle \int _{0}^{+\infty }u_{k',\ell }^{*}(r)u_{k,\ell }(r)\mathrm {d} r=\delta (k'-k)}، "k" و "k’" أعداد حقيقية.

### حل المعادلة الخطية
الحل الرياضي للمعادلة يتطلب اتباع عدة خطوات. أولا، من المناسب إرجاع المعادلة (6) إلى معادلة أحادية الأبعاد(2) ، والبحث عن حلول للمعادلة التي يتم الحصول عليها حيث تكون في المركز عادية، وتميل إلى 0 في اللانهاية (وإلا فإنه لن تكون مربع قابل للجمع (Carré sommable)(3))، إذن تغيير الدالة ضرورية لاستيفاء الحل.

#### المرور عبر معادلة بدون وحدات
إنه من الممكن إعادة كتابة المعادلة (6) على الشكل:
{\displaystyle \left[{\frac {d^{2}}{dr^{2}}}+\left({\frac {2\mu E}{\hbar ^{2}}}+{\frac {2\mu e^{2}}{4\pi \epsilon _{0}\hbar ^{2}}}{\frac {1}{r}}-{\frac {\ell (\ell +1)}{r^{2}}}\right)\right]u_{k,\ell }(r)=0}، .... (8)
تحليل الوحدات (الأبعاد) يُظهر بسهولة أن الكمية {\displaystyle {\frac {\mu e^{2}}{4\pi \epsilon _{0}\hbar ^{2}}}\equiv {\frac {1}{r_{0}}}} لها وحدة (بُعد) «عكس الطول». هذا يُعطي النسق «الطبيعي» للمسألة وأنه من الممكن أن نضع {\displaystyle r_{0}\equiv {\frac {4\pi \epsilon _{0}\hbar ^{2}}{\mu e^{2}}}} ....(9)، ،
وبالتالي من الممكن طبيعيا إدخال متغير بدون وحدة (بُعد) {\displaystyle x\equiv {\frac {r}{r_{0}}}}،
فيمكن كتابة  المعادلة (8) كمعادلة ذات بعد واحد:
{\displaystyle {\frac {d^{2}}{dx^{2}}}u_{k,\ell }+\left({\frac {2\mu r_{0}^{2}E_{k,\ell }}{\hbar ^{2}}}+{\frac {2}{x}}-{\frac {\ell (\ell +1)}{x^{2}}}\right)u_{k,\ell }(x)=0}، (10)
و بدون فقدان الشكل العام، من الممكن أن نضع {\displaystyle {\frac {2\mu r_{0}^{2}E_{k,\ell }}{\hbar ^{2}}}=\pm {\frac {1}{\beta ^{2}}}} (11)، {\displaystyle \beta =\beta (k,\ell )} عدد حقيقي، الإشارة (-) في حالة إذا كانت "E<0". في هذا الثمثيل، المعادلة التي نريد حلها هي على الشكل:
{\displaystyle {\frac {d^{2}}{dx^{2}}}u_{k,\ell }+\left({\frac {2}{x}}-{\frac {\ell (\ell +1)}{x^{2}}}\pm {\frac {1}{\beta ^{2}}}\right)u_{k,\ell }(x)=0} (12)

#### السلوك المقارب لحلول المعادلة الخطية
إذا كان {\displaystyle x\rightarrow +\infty } المعادلة (12) تصبح:
{\displaystyle {\frac {d^{2}}{dx^{2}}}u_{k,\ell }\approx \mp {\frac {u_{k,\ell }(x)}{\beta ^{2}}}}،
بحيث الحلول مرتبطة بإشارة E:
- E>0: لدينا إذن: {\displaystyle u_{k,\ell }(x)\sim Ae^{-{\tfrac {ix}{\beta }}}+Be^{\tfrac {ix}{\beta }}} عند {\displaystyle x\rightarrow +\infty } حيث (A و B ثابثتين للاشتقاق). حل كهذا يتوافق مع جسيم «حر»، أي حالة مستقلة، متواصلة، إنها الحالة «المُتَأينة».
- E<0: لدينا إذن مع الأخد في عين الاعتبار ضرورية أن نجد {\displaystyle u_{k,\ell }(x)} محدود، سلوك مقارب على الشكل {\displaystyle u_{k,\ell }(x)\sim Ae^{-{\tfrac {x}{\beta }}}}. في هذه الحالة من الواضح أن احتمال العثور على الإلكترون على مسافة كبيرة النواة يميل إلى 0، وبالتالي يتوافق مع حالة مرتبطة ، وهو ما متوقع فيزيائيا.

في ما يلي من المفيد أن ننظر فقط إلى حالة E <0 وبالتالي البحث عن الحلول:
{\displaystyle {\frac {d^{2}}{dx^{2}}}u_{k,\ell }+\left({\frac {2}{x}}-{\frac {\ell (\ell +1)}{x^{2}}}-{\frac {1}{\beta ^{2}}}\right)u_{k,\ell }(x)=0}، (13)
ذات سلوك مقارب {\displaystyle u_{k,\ell }(x)\approx Ae^{-{\tfrac {x}{\beta }}}} (14).

#### السلوك عند المركز لحلول المعادلة الخطية
بصفة عامة، بالنسبة لحركة داخل حقل مركزي مثماثل، الحلول العادية للمعادلة (6) تكون على الشكل التالي {\displaystyle Ar^{\ell +1}} في جوار المركز. (حركة داخل حقل مركزي مثماثل)، وبالتالي {\displaystyle u_{k,\ell }(x){\underset {r\rightarrow 0^{+}}{\sim }}Ax^{\ell +1}} (15).

#### تحديد الحالات الخاصة
بسبب السلوك مقارب وجوار المركز (المعادلتين (14) و (15))، توجد حلول مقبولة فيزيائيا للمعادلة (13) للدوال الموجية الخطية بالنسبة لذرة الهيدروجين، من المهم إدخال الدالة الإضافية {\displaystyle \chi _{k,\ell }(y)} بحيث:
{\displaystyle u_{k,\ell }(y)=\chi _{k,\ell }(y)y^{\ell +1}e^{-{\tfrac {y}{2}}}} (16) بحيث قيمة المتغير الجديد {\displaystyle y={\tfrac {2x}{\beta }}} (16 مكرر)
بهذا التغيير في الدالة والمتغير، المعادلة الأحادية البعد (13) تصبح:
{\displaystyle y\chi ''_{k,\ell }+\left((2\ell +1)+1-y\right)\chi '_{k,\ell }+(\beta -\ell -1)\chi _{k,\ell }(y)=0} ، (17)
هذه المعادلة التفاضلية لديها الحل الدالة الفوق الهندسية المتموجة {\displaystyle _{1}F_{1}(-(\beta -\ell -1);(2\ell +1);y)}
ولكن، هذه الدالة لا يوجد لديها سلوك عادي عند اللانهاية إلا إذا كان {\displaystyle \beta -\ell -1} «عدد صحيح طبيعي موجب أو منعدم»، إذن وبما أن {\displaystyle \ell } عدد صحيح طبيعي {\displaystyle \beta \equiv n=1,2,\ldots ,+\infty }. ضرورية وجود حلول عادية عند اللانهاية مقبولة فيزيائيا للمعادلة (17)، تدعو إلى أن الحالات المرتبطة يجب أن تكون «كمومية»، قيم {\displaystyle \ell } الممكنة هي : {\displaystyle \ell =0,\ldots ,(n-1)} ، (17 مكرر)
في هذه الحالة، الدالة {\displaystyle _{1}F_{1}(-(n-\ell -1);(2\ell +1);y)} تصبح متعدد الحدود للاغير، {\displaystyle L_{n-\ell -1}^{2\ell +1}(x)}.
الحالة الخاصة للدالة الموجية {\displaystyle \psi _{n,\ell ,m}({\vec {r}})} لذيها طاقة خاصة، وذلك حسب (9) و (11):
{\displaystyle E_{n}=-{\frac {E_{I}}{n^{2}}}} مع {\displaystyle E_{I}={\frac {\mu e^{4}}{32\pi ^{2}\epsilon _{0}^{2}\hbar ^{2}}}} و {\displaystyle n=1,2,\ldots ,+\infty }، (18)
الكمية {\displaystyle E_{I}} توافق طاقة التأيُن لذرة الهيدروجين وهي نفسها التي تم الحصول عليها من خلال نموذج بور.
طاقة الإلكترون في حالة خاصة {\displaystyle \psi _{n,\ell ,m}({\vec {r}})} «غير مرتبطة» بالعدد الكمومي {\displaystyle \ell }. نفس الحالة الخاصة ذات عدد كمومي "n" تتوافق إذن مع:
- n قيمة مختلفة ل {\displaystyle \ell }، من 0 إلى n-1.
- لكل قيمة ل {\displaystyle \ell }، {\displaystyle 2\ell +1} ل m مرتبطة بوجود إنشاءات (1) ضرورية لمستويات الطاقة المرتبطة بهذا العدد الكمومي.
- القيمتين الممكنتين ل {\displaystyle m_{s}=\pm {\tfrac {1}{2}}} لإسقاط الللف مغزلي على المحور OZ،

في النهاية، كل حالة للعدد الكمومي n تُنشأ {\displaystyle 2\sum _{k=0}^{n-1}(2k+1)=2n^{2}} مرة.
أخيرأ، الدوال الموجية حلول المعادلة (6) تُكتب على شكل: {\displaystyle u_{n,\ell }=A\;L_{n-\ell -1}^{2\ell +1}\left({\tfrac {2r}{nr_{0}}}\right)\left({\tfrac {2r}{nr_{0}}}\right)^{\ell +1}e^{-{\tfrac {r}{nr_{0}}}}}، (19)
بالأخد في الاعتبار (16) و (16 مكرر)، A هي ثابثة للتوحيد.
لنجمع جميع النتائج المحصل عليها، نأخد في الاعتبار (5)، الدوال الموجية الموحدة لحالة خاصة {\displaystyle |n,\ell ,m\rangle } تُكتب على الشكل التالي:
{\displaystyle \psi _{n,\ell ,m}(r,\theta ,\phi )={\sqrt {{\left({\frac {2}{nr_{0}}}\right)}^{3}{\frac {(n-\ell -1)!}{2n(n+\ell )!}}}}L_{n-\ell -1}^{2\ell +1}\left({\tfrac {2r}{nr_{0}}}\right)\left({\dfrac {2r}{nr_{0}}}\right)^{\ell }e^{-{\tfrac {r}{nr_{0}}}}Y_{\ell ,m}(\theta ,\phi )}، (20)

## الحالة الأساسية
في الواقع، في حالة الهيدروجين، يمكن أن نجد الحل للحالة الأساسية (أي أدنى مستوى للطاقة) بدقة، وذلك باستعمال فقط مبدأ عدم اليقين لهايزنبرغ. هي وسيلة سهلة من دون الكثير من الرياضيات.
بسرعة كبيرة، (في 1929)، قدم فيرنر هايزنبرغ واحدة من النقاط الرئيسية لميكانيكا الكم: الكميات الفيزيائية لم تعد دوال {\displaystyle f\left({\vec {r}},{\vec {p}}\right)} في فضاء المكان والزمان (المسمى في الميكانيكا الكلاسيكية هاميلتوني). هذا الفضاء غير متوافق مع ميكانيكا الكم. الكميات الفيزيائية {\displaystyle f\left({\vec {r}},{\vec {p}}\right)} يجب تعوضها بالمؤثرات في فضاء متجهي (فضاء هلبرت)، والقيم الخاصة. من هذه المصفوفات يمكن التحصل على القيم التجريبية. بما أن مؤثر الموضع {\displaystyle {\hat {x}}} ومؤثر كمية الحركة {\displaystyle {\hat {p}}_{x}} «غير قابلين للتوحيد»، ومن خلال مبدأ عدم اليقين لهايزنبرغ يمكن أن نكتب:
| \| {\displaystyle [{\hat {p}},{\hat {x}}]=i\hbar \Rightarrow \Delta p\cdot \Delta x\geq {\hbar \over 2}}. \| |
| {\displaystyle [{\hat {p}},{\hat {x}}]=i\hbar \Rightarrow \Delta p\cdot \Delta x\geq {\hbar \over 2}}.       |

إذن، في حالة التساوي المطلق - نقول أن عدم التساوي تم إشباعه إلا أقصى الحدود - (إشباع عدم اليقين لهايزنبرغ) يعطينا وسيلة دقيقة لحساب الدالة الموجية {\displaystyle \Psi _{1s}(x,y,z)}، للحالة الأساسية لذرة الهيدروجين.
| \| {\displaystyle E_{1}=-{me^{4} \over 2\hbar ^{2}}} \| |
| {\displaystyle E_{1}=-{me^{4} \over 2\hbar ^{2}}}       |

| \| {\displaystyle \psi _{1s}(r)=N\cdot e^{-r/a_{0}}} \| |
| {\displaystyle \psi _{1s}(r)=N\cdot e^{-r/a_{0}}}       |

N هو ثابث، عدد حقيقي، لتوحيد الاحتمال.

### تحقق
سنقوم هنا بالتحقق من أن هذا صحيح عن طريق إدراج بشكل مباشر هذا الحل في معادلة شرودنجر.
أولا، في هذه المعادلة، متغير الوقت يُفصل على الفور:
{\displaystyle \Psi (x,y,z,t)=\psi (x,y,z)e^{-i{Et \over \hbar }}}
في هذه الحالة الثابتة، هذا يؤدي إلى العثور على القيم الخاصة للمؤثر الخطي H في الفضاء L2 للدوال ذات الثلاثة متغيرات (ƒ(x, y, z K ذات قيم عقدية، ومربع تجميعي (3).(Carré sommable)
{\displaystyle \mathbf {H} \psi (x,y,z)=-{\hbar ^{2} \over 2m}\nabla ^{2}\psi (x,y,z)-{e^{2} \over r}\psi (x,y,z)=E\psi (x,y,z)}.
لكن، في هذه الحالة، هذه الدالة المرتيطة فقط ب "r"، لذيها لابلاسي ذو قيمة معتادة {\displaystyle \Delta f(r)=f''+{2 \over r}f'}.
وبالإضافة إلى ذلك، فإننا سنستخدم الوحدات الذرية بالطبع، التي تم إدخالها هنا لهذا الغرض. هذا يرجع إلى {\displaystyle [\hbar =m=e^{2}=1]} في الحسابات، ليف لانداو يسمي هذا نظام الوحدات الكولومية:
ƒ = ƒ, ƒ' = - ƒ،
إذن يجب التحقق من أن:
-1/2·(ƒ + 2/r·(-ƒ)) + 1/r·ƒ = -1/2·ƒ
الشيء الصحيح.

### كثافة احتمال الوجود

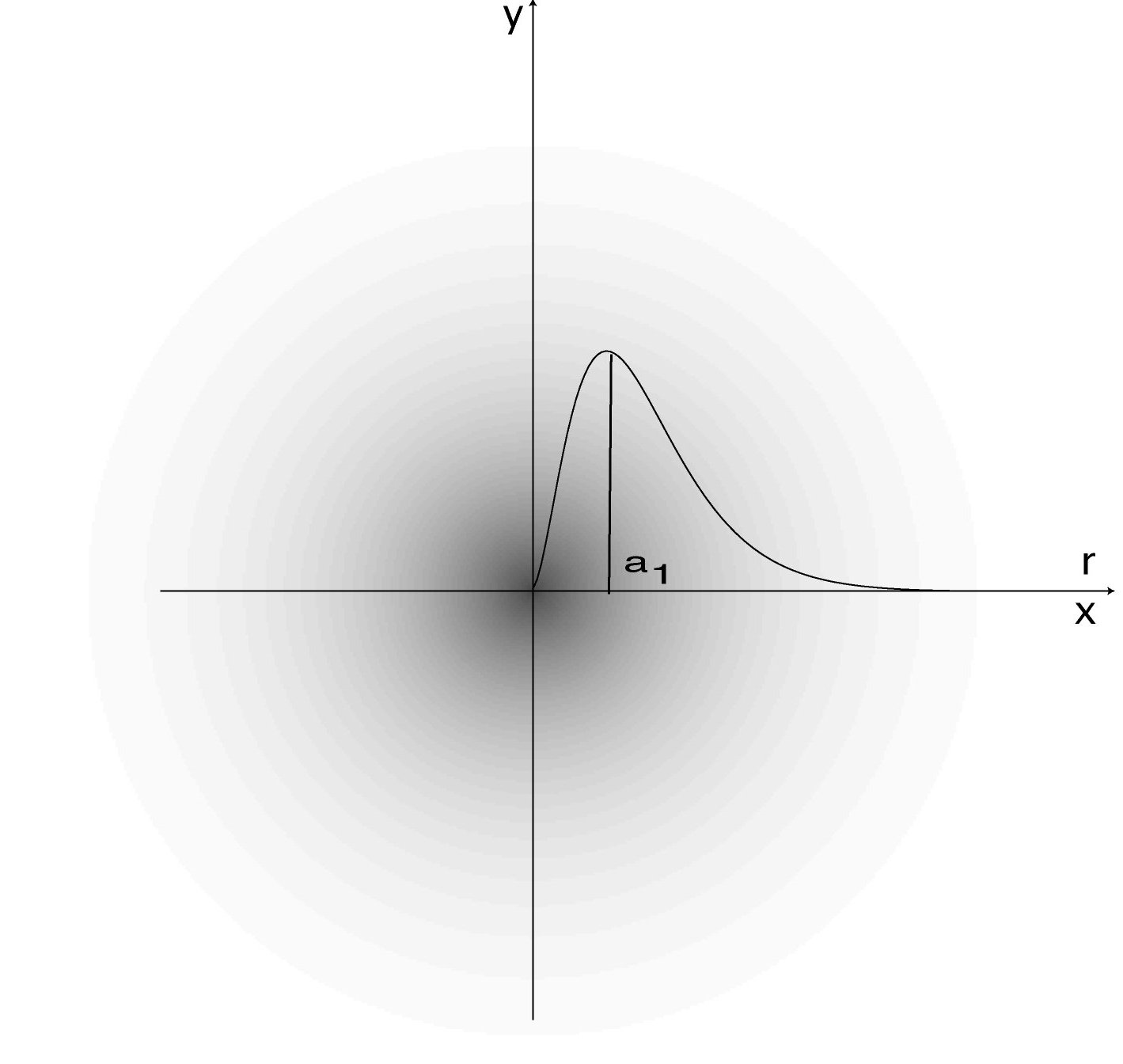
رسم بياني لكثافة احتمال وجود الإلكترون حول النواة.

نستنتج فورا الاحتمال dp لنجد الإلكترون على مسافة من النواة محصورة بين "r" و "r+dr" يكتب على الشكل التالي : dp = P(r)·dr :
{\displaystyle P(r)=4\left({\frac {1}{a_{0}}}\right)^{\frac {3}{2}}r^{2}e^{\frac {-2r}{a_{0}}}}.
وبالنظر إلى الرسم البياني لكثافة الاحتمال، المسافة إلى النواة تُعطَى بمضاعفات نصف قطر بور، ونرى على الفور أن الحد الأقصى للاحتمال عند أول نصف قطر بور.

### المدار الذري 1s
في الكيمياء يسمى هذا الحل المدار الذري 1s .
يمكننا التحقق من نظرية فيريال:
معدل (القيمة المتوسطة) 1/r يساوي 1/a0
و نظرية بول إهرنفست:
معدل (القيمة المتوسطة) 1/r² يساوي 2/a0
معدل (القيمة المتوسطة) "r" ليس "a"، ولكن (2/3).a، (بشكل عام، معكوس المعدل ليس هو معدل المعكوس).
معدل (القيمة المتوسطة) "r²" يساوي 3a². إذن تباين "r" يساوي (4/9-3)*a² يساوي 0.75a²، أي انحراف معياري يساوي 0.866a²، وهو كبير.
الإلكترون يتمركز في فضاء، الذي رغم كل شيء يبقى محدود في: 3a، احتمال وجود الإلكترون صغير جدا (نتكلم عن مدار كروي)، عادة في الكيمياء الكمية، ينبغي أن نرسم خط وسيط للمساحة التي تشمل ما يقرب من 98٪ من احتمال العثور على الإلكترون فيها.
هنا، r = 3/2 + 1,732 ~ 3,2·a.و هذا جد عادي.

### فضاء كمية الحركة
مؤثر زخم الحركة لذيه من الواضح معدل (قيمة متوسطة) منعدم (التناظر الكروي)، ولكن المؤثر P2 يساوي 2mc ، الذي قيمته المتوسطة هي حسب نظرية فيريال:
<P²> = -2m·Ec, ليكن بالوحدات الذرية +2·1/2 = 1.
إذن التباين "P" يساوي {\displaystyle <\psi |P^{2}|\psi >=1\cdot {me^{2} \over \hbar }}.

### استنتاج
يجب علينا أن نضع في اعتبارنا دائما هذين الجانبين، الزوج: [{\displaystyle \Psi (r),\Phi (p)}]، لفهم الجانب الغير الثابث، لكن يُعتبر ثابت بالنسبة لعملية البحث عن الإلكترون.
كما تشير العديد من الكتب إلى القاعدة العامة: إذا كان الإلكترون موجودا في منطقة بنصف القطر "r"="a"، ستكون له طاقة حركية {\displaystyle {\hbar ^{2} \over 2ma^{2}}}. في هذه الحالة، هذا يعطي إجمالي الطاقة {\displaystyle E={\hbar ^{2} \over 2ma^{2}}-{e^{2} \over a}} حيث الحد الأدنى هو {\displaystyle -{e^{2} \over 2a}} و "a" نصف قطر بور:
{\displaystyle a={\hbar ^{2} \over me^{2}}}.
هذه وسيلة بسيطة وأنيقة لإدخال القيم الأسية للذرة،

## المدارات الذرية

### الرنين الصوتي
في هذه الفقرة سوف نحصل على بنية ذرة الهيدروجين وذلك بِعَد أنماط اهتزازات النواة. نمط الاهتزاز الرئيسي والذي له أكبر تردد، دائما كروي. عندما تكون سرعة الموجات ثابتة، فهو يتوافق مع طول موجة يساوي ضعف القطر، كما في حبل اهتزاز مشدود، حيث الاهتزاز الرئيسي له طول موجة يساوي ضعف طول الحبل عندما يكون هذا الأخير مرتخي أو حر من إحدى الجهتين.
في مكعب، الرنين يظهر عندما يكون نصف طول الموجة كسر (جزء) بعدد صحيح طبيعي لطول جانب المكعب مع انتفاخ داخل المكعب. التوافقي الأول للمكعب لديه عُقَد في المركز، تماما مثل حبل يهتز، عدده الكمومي الرئيسي هو n=2، هناك ثلاث طرق لوضعه وفقا للتوجيهات الثلاثة في الفضاء، مما يعطي ثلاثة أنماط اهتزاز بنفس الطاقة، قد تكون هناك أيضا عقدة في وسط المكعب، هناك إذن 4 احتمالات.

### رنين الذرة
و بنفس الطريقة بالنسبة لكرة لذيها عقدة في المركز، أي عدد كمومي ثانوي l=1، كما بالنسبة لمكعب، هناك ثلاث طرق لوضعه، وفقا للتوجيهات الثلاثة في الفضاء، مما يعطي ثلاثة أنماط اهتزاز بفس الطاقة، قد يكون هناك أيضا عقدة في وسط المكعب، هناك إذن 4 احتمالات.
عند زيادة تردد الاهتزاز، أي طاقة الاهتزاز، عدد العقد يزداد بواحدة في كل مرة. هذا يعطي توافقيات متعاقبة هي عموما ليست توافقية بالمعنى الموسيقي. التوافقيات، بالمعنى الرياضي، الطبل على سبيل المثال، ليست توافقيات بالمعنى الموسيقي لأنها ليست مضاعفات للعدد الصحيح الأساسي. وهذا يحصل بنفس الطريقة بالنسبة للذرة.
في ذرة الهيدروجين حيث سرعة موجات دي بروي مرتبطة بالجهد الكهربي للنواة، النمط الأساسي يتوافق مع العدد الكمومي الأساسي n=1. نظرية شرودنجر تُظهر عددين كمومين إضافيين، العدد الكمومي الثانوي l والعدد الكمومي المغناطيسي m، هاذان الأخيران منعدمان بالنسبة للنمط الأساسي n=1.
لا نستخدم الإحداثيات الديكارتية بالنسبة للكرة، إنما الزاويتن {\displaystyle \theta } و {\displaystyle \varphi } (انظر نظام إحداثي قطبي لمزيد من التفاصيل). يمكننا الاستغناء عن المتغير "r" حسب بور لأن نظرية شرودنجر تتنبأ بنفس مستويات الطاقة. المحور الرئيسي عمودي، ولذيه {\displaystyle \theta =0}. بالنسبة للتوافقي الأول، n=2، هناك ثلاثة توجيهات ممكنة للعقدة، عقدة وفقا لخط الاستواء، والآخرتان وفقا لخطوط الطول. يمكن أن نأخد خطوط طول عمودية، لكنه الشيء نفسه إذا أخذنا واحد وجعلناه يدور في اتجاه ما، الشيء الذي يتوافق مع العدد الكمومي المغناطيسي m = ± 1. نغير إذن ما بين m=+1 و m=-1
وباختصار، فإن العدد الكمومي الرئيسي n يعطي عدد العقد. العدد الكمومي الثانوي l <n يعطي عدد التشكيلات الممكنة للعقد والعدد m يَعُدُهم من (l - 1)- إلى l - 1.
يتم تمثيل المدارات الذرية بطريقة مبسطة مع عقد التوافقيات الكروية دون البطون، التمثيل قطبي، مثل الأرض، في الإحداثيات الكروية.
عدد الحالات الكمومية هو ضعف عدد أنماط الاهتزاز وفقا لمبدأ استبعاد باولي.

### الطبقة K

#### مدار ذري كروي واحد (1s)
هذه هي الحالة الأساسية، ذات تناظر كروي 1s، عقدة واحدة لاهتزاز كروي، والتي يمكن وضعها إما على الهامش، في اللانهاية، أو فوق النواة، الأعداد الكمومية التي توافق هي:
 {\displaystyle n=1,l=0,m=\pm 0}
هناك فقط نمط اهتزاز واحد لأن m=+0 أو m=-0 . حسب مبدأ استبعاد باولي، الطبقة K لذيها مدار ذري واحد فقط ولا يمكنه احتواء سوى الإلكترونات على الأكثر. بإلكترون واحد نحصل على الهيدروجين، بإلكترونين نحصل على الهيليوم.

### الطبقة L

#### مذار ذري كروي واحد (2s)
يتضمن مذار ذري كروي واحد 2s، عقدة اهتزاز واحدة وحالتين كموميتين.

{\displaystyle n=2;l=0;m=\pm 0}

#### ثلاثة مدارات (2p)
مدار ذري واحد لتناظر الفترة الدورانية ومدارين مع خط طول، خط الطول يمكن أن يدور في اتجاه ما، ولذينا قيمتين للعدد المغناطيسي m.
 {\displaystyle n=2;l=1;m=\pm 0}
 {\displaystyle n=2;l=1;m=\pm 1}
إذا جمعنا مدارات الطبقة K والطبقة L سنحصل على 5 مدارات، وحسب مبدأ استبعاد باولي، 10 إلكترونات وعدد ذري N=10 الشيء الذي يتوافق مع عنصر نيون. هذا لا يساعد فقط على فهم ذرة الهيدروجين ولكن أيضا إلى إنشاء الجدول الدوري للعناصر الكيميائية.

### الطبقة M

#### مدار ذري كروي واحد (3s)
{\displaystyle n=3;l=0;m=\pm 0}

#### ثلاثة مدارات (3p)
{\displaystyle n=3;l=1;m=\pm 0}

{\displaystyle n=3;l=1;m=\pm 1}

#### خمسة مدارات (3d)
المدارات ذات m ≠ 0 مزدوجة

{\displaystyle n=3;l=2;m=\pm 0} ({\displaystyle d_{z^{2}}} تماثل الفترة المدارية)

{\displaystyle n=3;l=2;m=\pm 1} (نفل ذو أربع فصوص {\displaystyle d_{xy}} و {\displaystyle d_{x^{2}-y^{2}}})

{\displaystyle n=3;l=2;m=\pm 2} (نفل ذو أربع فصوص {\displaystyle d_{xz}} و {\displaystyle d_{yz}})
يمكن أيضا أن نمثل المدارات d للطبقة M كدموع من الماء:
لمزيد من التفاصيل، انظر توافقي كروي،

### ملخص الطبقات K،L،M
تلخص هذه الصورة أنماط الاهتزاز التي نلقاها في الطبقات الثلاث K،L،M. كل طبقة تأخد الطبقة السابقة مع زيادة عقدة أخرى.
المدارات في اليسار، كروية، بسيطة. المدارات p هي ثلاثة أضعاف مع عقدة خطية، المدارات d بخمس اضعاف مع عقدتين خطيتين.
كل طبقة تحتوي على الطبقات السفلى، على سبيل المثال تحت الطبقة 3p توجد الطبقات التحتية 1s، 2s، 2p، 3s .و وفقا لمبدأ استبعاد باولي، الحد الأقصى لعدد الإلكترونات في طبقة تحتية يجب أن يكون زوجي.

## هامش
- (1) الترجمة السليمة ل dégénérescence في الفيزياء هو انفطار (فيزياء)
- (2) الأبعاد هنا تعني وحدات القياس: غرام، متر، جول... وليس أبعاد الفضاء طول، عرض، ارتفاع.
- (3) ترجمة للعبارة Carré sommable

## وصلات خارجية
- ذرة الهيدروجين ، ملف Word
- (بالإنجليزية) The Hydrogen Atom
- (بالفرنسية) Atome d'Hydrogène